# Esclavitud en Canadá
La esclavitud en Canadá abarca tanto la practicada por las Primeras Naciones desde tiempos inmemoriales como la que se llevó a cabo tras la llegada de los primeros europeos, extendiéndose a lo largo de varios siglos.

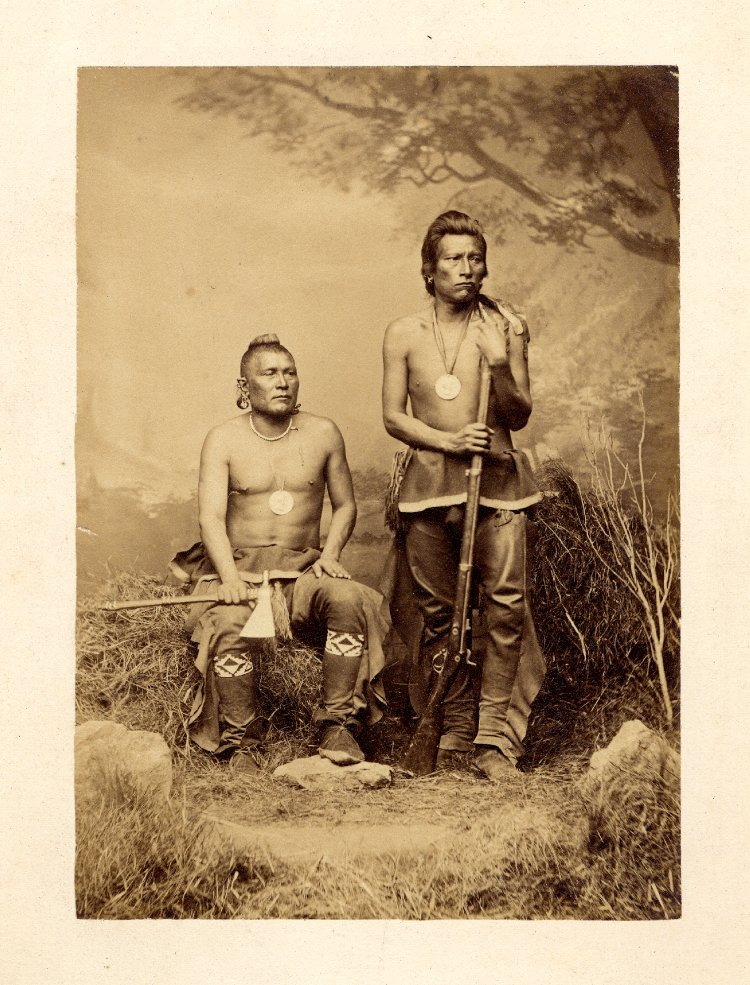
Dos de cada tres esclavos que vivieron en el actual Canadá francés eran indígenas, y estos indígenas eran muy a menudo pawnees.

Gran Bretaña prohibió la institución de la esclavitud en el actual Canadá (y en el resto de las colonias británicas) a partir de 1833, pero la práctica de la esclavitud en Canadá había llegado ya antes a su fin a través de la jurisprudencia; y se extinguió a principios del XIX como resultado de acciones legales emprendidas por esclavos que solicitaban la manumisión (Gran Bretaña fue el primer país del mundo en abolir el comercio internacional de esclavos en 1807). El comercio internacional de esclavos también se abolió en los Estados Unidos en 1808 en virtud del artículo primero, sección 9 de la Constitución de los Estados Unidos). Los tribunales declararon la esclavitud no aplicable tanto en el Bajo Canadá como en Nueva Escocia. En el Bajo Canadá, por ejemplo, tras decisiones judiciales a finales de la década de 1790: "el esclavo no puede ser obligado a servir más tiempo del que desee... podría dejar a su amo cuando quisiera". Un número significativo de afrodescendientes (libres y esclavos) llegaron al Canadá desde los Estados Unidos después de la Guerra de Independencia y de la Guerra de 1812.
Algunos esclavos eran de origen africano, pero la mayoría eran indígenas. En Nueva Francia, los esclavos generalmente eran llamados panis, un nombre derivado de la nación Pawnee. La esclavitud en los territorios que actualmente conforman el Canadá fue practicada tanto por los grupos indígenas como por los colonos europeos.
Personas de ascendencia africana fueron traídas forzosamente como esclavos a las colonias europeas en América desde el siglo XVII. Los de Canadá generalmente provenían de otras colonias, ya que no se enviaban cargamentos de seres humanos directamente a Canadá desde África. Se estima que el número de esclavos en Nueva Francia fue de varios cientos. Eran principalmente sirvientes y trabajadores agrícolas. No había grandes plantaciones en Canadá, por lo que la economía de la colonia no dependía de la esclavitud como sucedía en la mayoría de las colonias europeas en América (como en Virginia, en las Indias Occidentales o en Brasil). Dado que el papel de Canadá en el comercio transatlántico de esclavos fue menor, la historia de la esclavitud en Canadá a menudo queda eclipsada por la práctica más abultada de la esclavitud en otras partes de América, especialmente en el sur de los Estados Unidos y en el Caribe colonial.
Hoy en día, algunos canadienses negros y canadienses que se identifican como blancos son descendientes de esclavos negros. Debido a la unión con blancos por generaciones los descendientes de los antiguos esclavos negros que vivieron en Nueva Francia y en el Bajo Canadá son exclusivamente personas que se identifican como blancas y que lo son en su fenotipo (aspecto físico).

## Esclavitud entre los Indígenas
Las Primeras Naciones ya poseían o comerciaban con esclavos, una institución que había existido desde hacía siglos o más entre algunos grupos. Entre los indios, se nacía esclavo, o se nacía comunero, o se nacía noble.
Shawnee, Potawatomi y otras tribus occidentales importaban esclavos de Ohio y Kentucky y los vendían o regalaron a aliados y a colonos canadienses. Thayendenaga (el jefe Joseph Brant) usó a negros que había capturado durante la guerra de independencia de Estados Unidos para construir la Casa Brant en Burlington Beach y una residencia secundaria cerca de Brantford. En total, Brant poseía alrededor de cuarenta esclavos negros.
Los indígenas se dividían en naciones (tribus), algunas de las cuales practicaban la esclavitud antes de la llegada de los europeos. Habitualmente, los esclavos eran capturados durante conflictos entre comunidades o naciones, de manera similar a algunas sociedades de la antigüedad europea. Sin embargo, los cautivos no se convertían exclusivamente en bienes comerciales. Según el caso, eran asesinados para satisfacer el deseo de venganza de sus captores, tomadas como cónyuges forzosas algunas mujeres, mantenidos como sirvientes, adoptados para reemplazar a un difunto o entregados a terceros para cimentar una alianza o obtener una contraprestación en bienes de intercambio.
Las naciones esclavistas incluían a los Yurok, que vivían a lo largo de la costa del Pacífico desde Alaska hasta California, en lo que a veces se denomina la costa del Noroeste. Algunos de los pueblos indígenas de la costa noroeste del Pacífico, como los Haida y los Tlingit, eran tradicionalmente conocidos como guerreros formidables y comerciantes de esclavos, realizando incursiones hasta California. La esclavitud era hereditaria: los esclavos eran prisioneros de guerra y sus descendientes también eran esclavos. Algunas tribus en la Columbia Británica continuaron aisladas y marginando a los descendientes de esclavos hasta la década de 1870.
Aproximadamente un cuarto de los indígenas del Pacífico Noroeste eran esclavos. El relato de esclavo del inglés John R. Jewitt, capturado vivo cuando su barco fue asaltado en 1802, ofrece una visión detallada de la vida de un esclavo e indica la presencia de muchos esclavos en los poblados autóctonos.

## Bajo el Régimen francés (1534-1760)
Ya fueran negros o indígenas, los esclavos llegaron de forma creciente a Canadá durante los siglos XVII y XVIII. Se diferenciaban del resto de la sociedad debido a su estatus legal de individuos serviles, así como por su pertenencia a un amo. Al servicio de este último, las ocupaciones y las condiciones de vida de los esclavos variaban enormemente, pudiendo ofrecerles tanto una vida gratificante como deplorable. A pesar de su condición de servidumbre, los esclavos constituían un grupo muy bien integrado en la sociedad canadiense.

La esclavitud en el territorio ahora conocido como Quebec se remonta al menos a 1629, fecha de la llegada de Olivier Le Jeune, y quizás incluso antes, ya que los indígenas practicaban la esclavitud en América del Norte en ese momento. Oficialmente desapareció con la promulgación de la ley de 1833, que se aplicó el 1 de agosto de 1834, habiendo durado así un poco más de dos siglos, primero bajo el régimen francés y luego inglés. En total, es posible contabilizar que, en este territorio de América del Norte, 
 habrían sido esclavos durante este período; 
 y 
.
La mayoría de estos esclavos sirvieron como sirvientes y se concentraron en grandes ciudades como Montreal, Quebec y Trois-Rivières. Por su parte, los propietarios de esclavos fueron en su mayoría canadienses de origen inglés y que a menudo ocuparon puestos importantes en la sociedad, tales como altos funcionarios, militares, comerciantes, médicos, clérigos, notarios, etc.